# Pavel Haas
Pavel Haas, češki skladatelj, * 21. junij 1899, Brno, † 17. oktober 1944, Auschwitz.
Glasbeno se je začel izobraževati razmeroma pozno, pri 14. letih. V Brnu je študiral kompozicijo na konservatoriju med letoma 1919 in 1921, dve nadaljnji leti pa je študiral na šoli Leoša Janáčka. Sledilo je 20 ustvarjalnih let, v katerih je skomponiral okoli 50 glasbenih del, zaradi avtokritike pa jih je kategoriziral le 18. Zaposlen je bil v očetovem podjetju, kljub temu pa je pisal glasbo za najrazličnejših zvrsti, simfonično in koralno glasbo, samospeve, komorno glasbo, glasbo za nemi film in gledališče, opero Šarlatan, itd. Njegovo glasbo diskretno prežema tudi judovska melodika.
Leta 1941 je bil deportiran v koncentracijsko taborišče v Theresienstadt (v internaciji je skomponiral 8 glasbenih del) in nato v Auschwitz, kjer je bil ubit. 